# Sphecozone
Sphecozone és un gènere d'aranyes araneomorfes de la subfamilia Erigoninae, dins de la família Linyphiidae.
Fou descrit per primera vegada per Octavius Pickard-Cambridge l'any 1871.
Es pot trobar a Sud-amèrica i l'espècie Sphecozone magnipalpis als Estats Units.
En són sinònims:
- Brattia Simon, 1894[3]
- Clitolyna Simon, 1894[4]
- Gymnocymbium Millidge, 1991[4]
- Hypselistoides Tullgren, 1901[5]

## Llista d'espècies
Segons The World Spider Catalog 12.0:
- Sphecozone altehabitans (Keyserling, 1886)
- Sphecozone alticeps Millidge, 1991
- Sphecozone araeonciformis (Simon, 1895)
- Sphecozone bicolor (Nicolet, 1849)
- Sphecozone capitata Millidge, 1991
- Sphecozone castanea (Millidge, 1991)
- Sphecozone corniculans Millidge, 1991
- Sphecozone cornuta Millidge, 1991
- Sphecozone crassa (Millidge, 1991)
- Sphecozone crinita Millidge, 1991
- Sphecozone diversicolor (Keyserling, 1886)
- Sphecozone fastibilis (Keyserling, 1886)
- Sphecozone formosa (Millidge, 1991)
- Sphecozone gravis (Millidge, 1991)
- Sphecozone ignigena (Keyserling, 1886)
- Sphecozone labiata (Keyserling, 1886)
- Sphecozone lobata Millidge, 1991
- Sphecozone longipes (Strand, 1908)
- Sphecozone magnipalpis Millidge, 1993
- Sphecozone melanocephala (Millidge, 1991)
- Sphecozone modesta (Nicolet, 1849)
- Sphecozone modica Millidge, 1991
- Sphecozone nigripes Millidge, 1991
- Sphecozone nitens Millidge, 1991
- Sphecozone niwina (Chamberlin, 1916)
- Sphecozone novaeteutoniae (Baert, 1987)
- Sphecozone personata (Simon, 1894)
- Sphecozone rostrata Millidge, 1991
- Sphecozone rubescens O. Pickard-Cambridge, 1870 (Espècie tipus)
- Sphecozone rubicunda (Keyserling, 1886)
- Sphecozone spadicaria (Simon, 1894)
- Sphecozone tumidosa (Keyserling, 1886)
- Sphecozone varia Millidge, 1991
- Sphecozone venialis (Keyserling, 1886)